# 福波村
福波村（ふくなみむら）は、島根県邇摩郡にあった村。現在の大田市の一部にあたる。

## 地理
北西部は日本海に面し、福光川の下流域に位置していた。

## 歴史
- 1951年（昭和26年）4月1日 - 邇摩郡福光村と福浦村が合併し福波村が設立[1][2]。
- 1952年（昭和27年）4月1日 - 那賀郡江東村の大字波積北の一部を編入[1][2]。
- 1954年（昭和29年）4月1日 - 邇摩郡温泉津町、井田村、福波村、湯里村と合併し温泉津町が存続して廃止された[1][2]。